# Tarlan Guliyev
Tarlan Guliyev (tiếng Azerbaijani: Tərlan Quliyev, sinh ngày 19 tháng 4 năm 1992 ở Baku, Azerbaijan) là một hậu vệ bóng đá người Azerbaijan hiện tại thi đấu cho đội bóng tại Giải bóng đá ngoại hạng Azerbaijan Keşla.

## Thống kê
Tính đến 21 tháng 5 năm 2016
| Mùa giải   | Câu lạc bộ      | Giải vô địch                       | Giải vô địch | Giải vô địch | Cúp                    | Cúp                    | Khác    | Khác      | Tổng    | Tổng      | Tổng |
| Mùa giải   | Câu lạc bộ      | Giải vô địch                       | Số trận      | Bàn thắng    | Số trận                | Bàn thắng              | Số trận | Bàn thắng | Số trận | Bàn thắng |      |
| Azerbaijan | Azerbaijan      | Azerbaijan                         | Giải vô địch | Giải vô địch | Cúp bóng đá Azerbaijan | Cúp bóng đá Azerbaijan | Châu Âu | Châu Âu   | Tổng    | Tổng      | Tổng |
| ---------- | --------------- | ---------------------------------- | ------------ | ------------ | ---------------------- | ---------------------- | ------- | --------- | ------- | --------- | ---- |
| 2009–10    | Neftchi Baku    | Giải bóng đá ngoại hạng Azerbaijan | 1            | 0            |                        |                        | -       | -         | 1       | 0         |      |
| 2010–11    | Neftchi Baku    | Giải bóng đá ngoại hạng Azerbaijan | 5            | 0            |                        |                        | -       | -         | 5       | 0         |      |
| 2011–12    | Neftchi Baku    | Giải bóng đá ngoại hạng Azerbaijan | 5            | 0            |                        |                        | -       | -         | 5       | 0         |      |
| 2011–12    | Sumgayit (mượn) | Giải bóng đá ngoại hạng Azerbaijan | 10           | 0            | 0                      | 0                      | -       | -         | 10      | 0         |      |
| 2012–13    | Neftchi Baku    | Giải bóng đá ngoại hạng Azerbaijan | 22           | 0            | 2                      | 0                      | 6       | 0         | 30      | 0         |      |
| 2013–14    | Neftchi Baku    | Giải bóng đá ngoại hạng Azerbaijan | 15           | 0            | 2                      | 0                      | 0       | 0         | 17      | 0         |      |
| 2014–15    | Qarabağ         | Giải bóng đá ngoại hạng Azerbaijan | 8            | 0            | 1                      | 0                      | 2       | 0         | 11      | 0         |      |
| 2015–16    | Kapaz (mượn)    | Giải bóng đá ngoại hạng Azerbaijan | 35           | 1            | 1                      | 0                      | -       | -         | 36      | 1         |      |
| Tổng       | Tổng            | Tổng                               | 101          | 1            | 6                      | 0                      | 8       | 0         | 115     | 1         |      |

### Bàn thắng quốc tế
Tỉ số và kết quả liệt kê bàn thắng của Azerbaijan trước.
| #  | Ngày               | Địa điểm                                   | Đối thủ | Tỉ số | Kết quả | Giải đấu |
| -- | ------------------ | ------------------------------------------ | ------- | ----- | ------- | -------- |
| 1. | 9 tháng 3 năm 2017 | Sân vận động Jassim Bin Hamad, Doha, Qatar | Qatar   | 1–0   | 2–1     | Giao hữu |